# Militärflugplatz Siemirowice

i7
i11
i13
Die 44. Baza Lotnictwa Morskiego ist ein Militärflugplatz der polnischen Marine (Marynarka Wojenna Rzeczypospolitej Polskiej). Die Basis liegt in der Woiwodschaft Pommern im Powiat (Kreis) Lęborski/Lauenburg, auf dem Gebiet der Gmina Cewice/Landgemeinde Zewitz etwa ein Kilometer nördlich des Zentrums von Siemirowice/Schimmerwitz und 15 km südlich der Kreisstadt.

## Geschichte
Der Flugplatz entstand in der ersten Hälfte der 1950er Jahre. Er wurde Standort der polnischen Marineflieger und ersetzte den Flughafen Gdańsk-Zaspa, der der Stadtentwicklung im Wege lag und mittelfristig geschlossen werden sollte. Erster Nutzer wurde 1956 die 15. unabhängige Aufklärungsstaffel der Polnischen Marine.
Zusätzlich wurde hier 1957 das zuvor in Danzig liegende 30. Marineluftangriffsregiment stationiert. Dies wurde in den folgenden Jahrzehnten mehrfach umbenannt und trug von 1967 bis 1995 die Nr. 7.
Bereits 1988 hatte das Regiment die Jagdbomber-Rolle aufgegeben und wurde zusammen mit der Aufklärungsstaffel, die damals die PZL TS-11 Iskra flog, in ein Spezialfliegerregiment der Marine umgewandelt. Das Regiment erhielt 1994 die noch heute hier eingesetzten PZL-M28-Transportflieger. Zum Ende des folgenden Jahres wurde das Regiment aufgelöst und an seine Stelle trat die 3. Marinefliegerdivision, die seit 1996 den Beinamen „Kaschubei“ führte.
Im Jahr 2003 erfolgte im Zusammenhang mit der Abgabe der TS-11-Aufklärer eine weitere Umorganisation. Die Basis selbst führte ab 2003 die Bezeichnung 44. Marinefliegerbasis, 44 Baza Lotnicza Marynarki Wojennej, 2010 wurde sie in 44. Luftstützpunkt, 44 Baza Lotnictwa Morskiego, umbenannt. Hinzu kam die 30. Marinefliegerstaffel „Kaschubei“ mit ihren M28.

## Heutige Nutzung

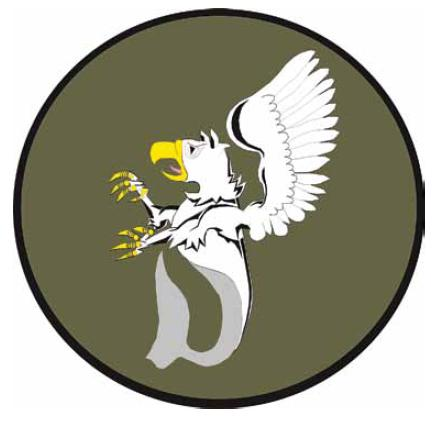
Logo 44. BLM

Er dient der Marinefliegerbrigade, poln.: Brygada Lotnictwa Marynarki Wojennej (BLMW) der Polnischen Marine als Militärflugplatz, seit Anfang 2011 unter der Bezeichnung 44. Baza Lotnictwa Morskiego (44. BLM). Hier sind PZL-M28-Transportflugzeuge stationiert.

## Sonstiges
Zur 44. Marinefliegerbasis gehört als zweiter Standort der 100 km westlich an der Ostsee gelegene Hubschrauberlandeplatz Darłowo, der Standort der SAR-Helikopter der Marine.
In der Zeit des Kalten Kriegs existierte 25 km nördlich, nordöstlich Łebieńs/Labehns, ein Ausweichflugplatz der Hauptbasis Siemirowice.